# ووهیندروآ
ووهیندروآ (به لاتین: Vohindroa) یک منطقهٔ مسکونی در ماداگاسکار است که در نوسی واریکا واقع شده‌است. ووهیندروآ ۱۷٬۰۰۰ نفر جمعیت دارد.